# 鲁埃德
鲁埃德（法語：Rouède，法語發音：[ʁwɛd]）是法国上加龙省的一个市镇，属于圣戈当区。

## 地理
鲁埃德（43°3'10"N, 0°52'54"E）面积6.2 平方千米，位于法国奧克西塔尼大區上加龙省，该省份为法国西南部内陆省份，西南端与西班牙接壤，自此顺时针与上比利牛斯省、热尔省、塔恩-加龙省、塔恩省、奥德省和阿列日省接壤。
与鲁埃德接壤的市镇（或旧市镇、城区）包括：埃斯塔当、菲加罗勒、冈蒂、蒙塔斯特吕克-德萨利、蒙泰斯庞。

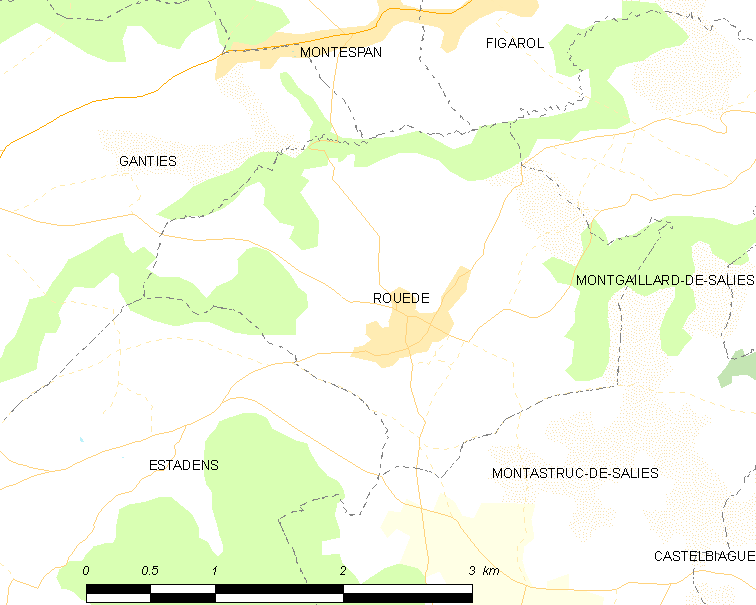
鲁埃德的OSM定位图

鲁埃德的时区为UTC+01:00、UTC+02:00（夏令时）。

## 行政
鲁埃德的邮政编码为31160，INSEE市镇编码为31461。

## 政治
鲁埃德所属的省级选区为巴涅尔德吕雄县。

## 人口

1962-2008年间鲁埃德人口变化图示

鲁埃德于2022年1月1日时的人口数量为289人。